# سلتیک پانک
سلتیک پانک (انگلیسی: Celtic punk) پانک راک آمیخته با موسیقی سنتی سلتیک است.